# Kalle Zwilgmeyer
Kalle Zwilgmeyer, född 1937 på Sandøya i Porsgrunns kommun i Norge, död 6 september 2010 i Frederikssund i Danmark, var en norsk nordist, vissångare, översättare, textförfattare och kompositör. Han arbetade som skollärare i Lofoten och som programledare i NRK. Han utgav flera CD-skivor, till exempel Som ringer i vann (1987), Fra Lofoten til Arkipelagos (2001) och Ennå (2008). Han har översatt mängder av nordiska och engelska visor till norska, och anordnade otaliga visträffar samt årligen resor till den grekiska övärlden för nordiska trubadurer. Zwilgmeyer samarbetade med många nordiska artister, som exempelvis Steen-Vidar Larsen, Billey Shamrock, Tore Haraldsen, Lars Bruun, Stanley Samuelsen, Hugo Rasmussen, Algirdas Klova, Steinar Lund, Evangelos Vlavianos (Vangelis), Øystein Rian, Arne Ljusberg och Ewert Ljusberg. Kalle Zwilgmeyers stora arv som kontaktskapare och nätverksbyggare inom den nordiska vismiljön förvaltas av hans två döttrar Linn och May.

## Diskografi
Soloalbum
- Graverende bevis (1987)
- Fra Lofoten til arkipelagos (2001)[2]
- Ennå (2008)